# Tenuilapotamon latilum
Tenuilapotamon latilum is een krabbensoort uit de familie van de Potamidae.